# Alula Girma
Alula Girma est un joueur éthiopien de football évoluant au poste de défenseur au sein du club de Saint-George SA.

## Carrière
Il joue au sein du club de Saint-George SA dans lequel il a commencé sa carrière lors de la saison 2010-2011.
En janvier 2013, il est appelé par le sélectionneur Sewnet Bishaw pour faire partie du groupe des 23 joueurs participants à la phase finale de la Coupe d'Afrique des nations 2013. À 19 ans, c'est le benjamin de la sélection éthiopienne.

## Palmarès
- Championnat d'Éthiopie :
  - Vainqueur en 2011-2012

- Coupe d'Éthiopie :
  - Vainqueur en 2011